# Bahnstrecke Hude–Nordenham-Blexen
| Streckennummer (DB): | 1503                    |                                          |                                          |
| Kursbuchstrecke (DB): | 391                     |                                          |                                          |
| Kursbuchstrecke: | 221h (1946)             |                                          |                                          |
| Streckenlänge: | 50,2 km                 |                                          |                                          |
| Spurweite: | 1435 mm (Normalspur)    |                                          |                                          |
| Streckenklasse: | D4                      |                                          |                                          |
| Stromsystem: | 15 kV, 16,7 Hz ~        |                                          |                                          |
| Streckengeschwindigkeit: | 90 km/h                 |                                          |                                          |
| Zugbeeinflussung: | PZB                     |                                          |                                          |
| Zweigleisigkeit: | Golzwarden–Rodenkirchen |                                          |                                          |
| |                         |                                          |                                          |
| \| \| \| von Bremen \| \| \| \| –1,002 \| Hude \| Hude \| \| \| \| nach Oldenburg \| \| \| \| \| Vielstedter Straße (K 226) \| \| \| \| \| Kirchstraße (L 868) \| \| \| \| \| Huder Bach \| \| \| \| 4,333 \| Neuenkoop \| Neuenkoop \| \| \| 8,614 \| Berne \| Berne \| \| \| \| Untere Ollen \| \| \| \| \| B 212 \| \| \| \| \| Piependammer Sieltief \| \| \| \| \| Hunte (Hilfsbrücke) \| \| \| \| 14,745 \| Elsfleth \| Elsfleth \| \| \| \| Elsflether Sieltief \| \| \| \| 19,822 \| Hammelwarden \| Hammelwarden \| \| \| \| Moorriemer Kanal und Käseburger Sieltief \| \| \| \| 22,900 \| Kirchhammelwarden \| Kirchhammelwarden \| \| \| \| von Oldenburg \| \| \| \| 25,531 \| Brake (Unterweser) \| Brake (Unterweser) \| \| \| 27,961 \| Golzwarden \| Golzwarden \| \| \| 28,500 \| Golzwarden \| Golzwarden \| \| \| 31,500 \| Sürwürden \| Sürwürden \| \| \| 34,440 \| Rodenkirchen (Oldb) \| Rodenkirchen (Oldb) \| \| \| \| Strohauser Sieltief \| \| \| \| \| ehem. nach Varel \| \| \| \| \| B 437 \| \| \| \| 39,136 \| Kleinensiel \| Kleinensiel \| \| \| \| Butjadinger Bahn \| \| \| \| 43,634 \| Nordenham \| Nordenham \| \| \| 44,500 \| Kabelstraße \| Kabelstraße \| \| \| 46,232 \| Nordenham Friedrich-August-Hütte \| Nordenham Friedrich-August-Hütte \| \| \| 46,940 \| derzeitiges Streckenende[1] \| derzeitiges Streckenende[1] \| \| \| 47,400 \| Werftstraße \| Werftstraße \| \| \| 48,700 \| Einswarden \| Einswarden \| \| \| 50,200 \| Nordenham-Blexen \| Nordenham-Blexen \| \| \| \| \| \| \| Quellen: [2][3][4] \| \| \| \| |                         |                                          |                                          |
| Strecke |                         | von Bremen                               | von Bremen                               |
| Bahnhof mit S-Bahn-Halt | –1,002                  | Hude                                     | Hude                                     |
| Abzweig geradeaus und nach links |                         | nach Oldenburg                           | nach Oldenburg                           |
| Brücke |                         | Vielstedter Straße (K 226)               | Vielstedter Straße (K 226)               |
| Brücke |                         | Kirchstraße (L 868)                      | Kirchstraße (L 868)                      |
| Brücke über Wasserlauf |                         | Huder Bach                               | Huder Bach                               |
| Dienststation / Betriebs- oder Güterbahnhof | 4,333                   | Neuenkoop                                | Neuenkoop                                |
| S-Bahnhof | 8,614                   | Berne                                    | Berne                                    |
| Brücke über Wasserlauf |                         | Untere Ollen                             | Untere Ollen                             |
| Strecke mit Straßenbrücke |                         | B 212                                    | B 212                                    |
| Brücke über Wasserlauf |                         | Piependammer Sieltief                    | Piependammer Sieltief                    |
| Brücke über Wasserlauf |                         | Hunte (Hilfsbrücke)                      | Hunte (Hilfsbrücke)                      |
| S-Bahnhof | 14,745                  | Elsfleth                                 | Elsfleth                                 |
| Brücke über Wasserlauf |                         | Elsflether Sieltief                      | Elsflether Sieltief                      |
| Dienststation / Betriebs- oder Güterbahnhof | 19,822                  | Hammelwarden                             | Hammelwarden                             |
| Brücke über Wasserlauf |                         | Moorriemer Kanal und Käseburger Sieltief | Moorriemer Kanal und Käseburger Sieltief |
| S-Bahn-Halt | 22,900                  | Kirchhammelwarden                        | Kirchhammelwarden                        |
| Abzweig geradeaus und ehemals von links |                         | von Oldenburg                            | von Oldenburg                            |
| S-Bahnhof | 25,531                  | Brake (Unterweser)                       | Brake (Unterweser)                       |
| Überleitstelle / Spurwechsel | 27,961                  | Golzwarden                               | Golzwarden                               |
| ehemaliger Bahnhof | 28,500                  | Golzwarden                               | Golzwarden                               |
| ehemaliger Bahnhof | 31,500                  | Sürwürden                                | Sürwürden                                |
| S-Bahnhof | 34,440                  | Rodenkirchen (Oldb)                      | Rodenkirchen (Oldb)                      |
| Brücke über Wasserlauf |                         | Strohauser Sieltief                      | Strohauser Sieltief                      |
| Abzweig geradeaus und ehemals nach links |                         | ehem. nach Varel                         | ehem. nach Varel                         |
| Brücke |                         | B 437                                    | B 437                                    |
| S-Bahnhof | 39,136                  | Kleinensiel                              | Kleinensiel                              |
| Abzweig geradeaus und ehemals von links |                         | Butjadinger Bahn                         | Butjadinger Bahn                         |
| S-Bahnhof | 43,634                  | Nordenham                                | Nordenham                                |
| ehemalige Blockstelle | 44,500                  | Kabelstraße                              | Kabelstraße                              |
| Blockstelle | 46,232                  | Nordenham Friedrich-August-Hütte         | Nordenham Friedrich-August-Hütte         |
| | 46,940                  | derzeitiges Streckenende                 | derzeitiges Streckenende                 |
| Haltepunkt / Haltestelle (Strecke außer Betrieb) | 47,400                  | Werftstraße                              | Werftstraße                              |
| Bahnhof (Strecke außer Betrieb) | 48,700                  | Einswarden                               | Einswarden                               |
| Kopfbahnhof Streckenende (Strecke außer Betrieb) | 50,200                  | Nordenham-Blexen                         | Nordenham-Blexen                         |
| |                         |                                          |                                          |
| Quellen: |                         |                                          |                                          |

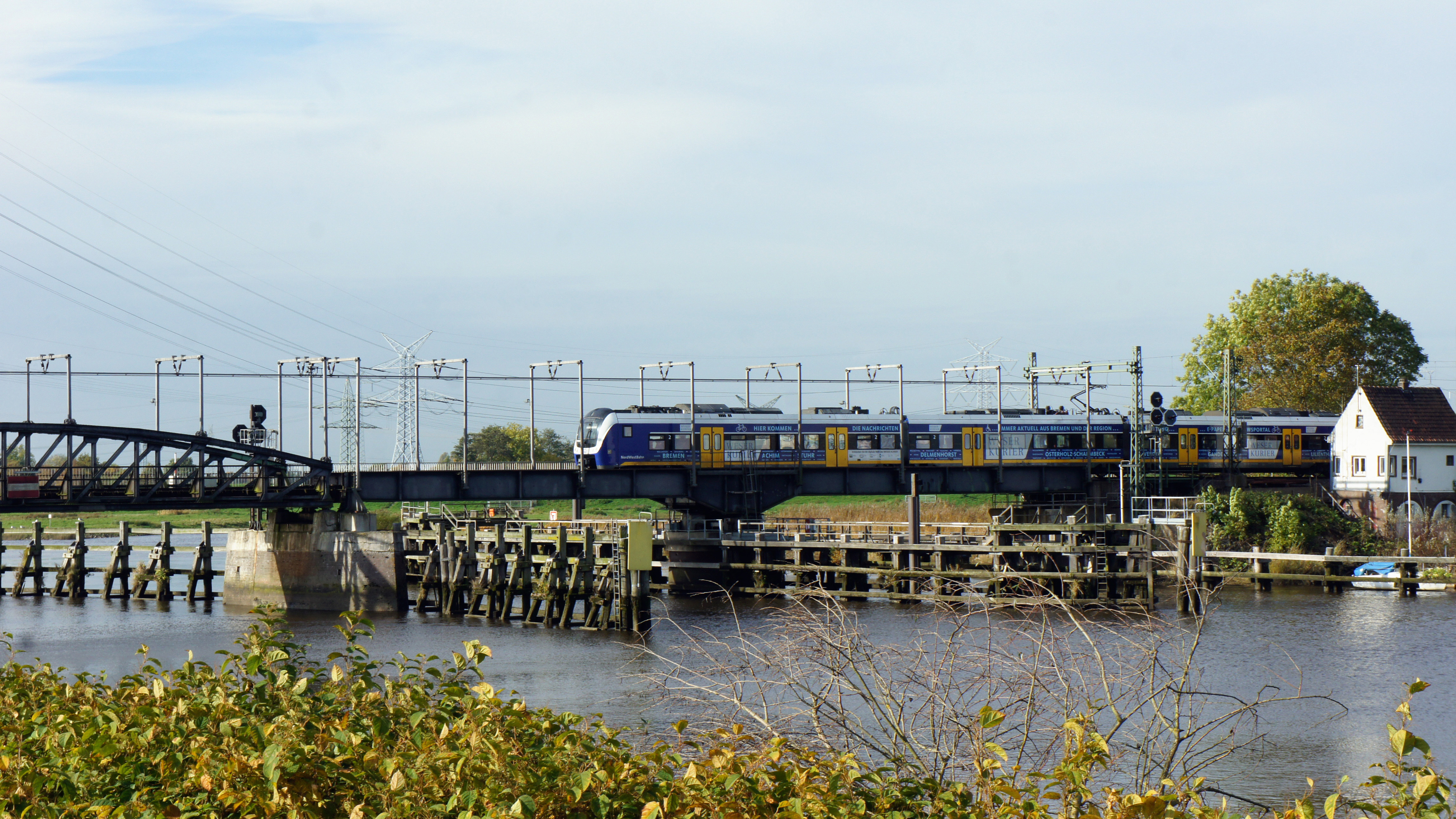
Drehbrücke bei Elsfleth-Ohrt über die Hunte mit einem ET440 der NordWestBahn aus Elsfleth kommend (2015)

Die Bahnstrecke Hude–Nordenham-Blexen ist eine 50 km lange, überwiegend eingleisige, elektrifizierte Hauptbahn am westlichen Ufer der Unterweser. Sie bindet die Hafenstädte Nordenham und Brake in Hude an die Bahnstrecke Oldenburg–Bremen und damit an das deutsche Eisenbahnnetz an. Die Trasse führt überwiegend durch Marsch- und einige Moorgebiete im Landkreis Wesermarsch. Sie dient dem Güter- und dem Personennahverkehr. Die Verlängerung nach Blexen wird im Güterverkehr bis Nordenham Friedrich-August-Hütte täglich von einem Zugpaar befahren. Im weiteren Verlauf ist die Strecke stillgelegt.

## Geschichte

Bahnhof Nordenham um 1909

Die Bahnstrecke wurde 1873 von Hude bis Brake, am 15. Oktober 1875 bis Nordenham eröffnet. Der Hafenumschlag sorgte für ein hohes Frachtaufkommen. Von 1890 bis 1897 fuhren in Nordenham auch die Transatlantikdampfer des Norddeutschen Lloyd ab, bevor diese endgültig nach Bremerhaven wechselten.
1904 wurde die Verbindung um sieben Kilometer nach Blexen verlängert. Dort bestand Anschluss an die Weserfähre Bremerhaven–Nordenham. Dieser Abschnitt wird seit 1980 nur noch als Hafenzufahrt und Industriegleis genutzt, der Personenverkehr wurde eingestellt.
Seit 1980 ist die Strecke zwischen Hude und Nordenham elektrifiziert.
Der im Mai 1988 geschlossene Haltepunkt Kirchhammelwarden wurde am 22. Dezember 2014 wieder in Betrieb genommen.
Anfang 2017 kaufte die Hanseatische Infrastrukturgesellschaft die Strecke zwischen Friedrich-August-Hütte und Blexen, die sie für Güterverkehr ertüchtigt will. 2021 liefen Kaufverhandlungen für die Strecke zwischen Bahnhof Nordenham und Friedrich-August-Hütte.
Im Februar 2024 kollidierte ein auf der Hunte fahrendes Binnenschiff mit der 1927 erbauten Drehbrücke bei Elsfleth und beschädigte diese so schwer, dass sie für den Bahnverkehr gesperrt werden musste. Die zerstörte Brücke wurde zurückgebaut und bis Ende April 2024 durch eine feste Hilfsbrücke mit 30 cm weniger Durchfahrtshöhe ersetzt. Die Zufahrt zum Hafen Oldenburg ist Seeschiffen nicht mehr, Binnenschiffen nur bei passender Tide möglich. Bereits vor dem Unglück hatte die Vorplanung für einen Neubau einer beweglichen Brücke begonnen, der für 2027 bis 2030 vorgesehen war. Ab dem 5. März wurden sieben eingeschlossene Lokomotiven vom Kai der Firma J. Müller nach Bremen verschifft. Im September 2024 erhob die Staatsanwaltschaft Oldenburg Anklage gegen den Kapitän.
Am 23. Juli 2024 kollidierte kurz vor 17:00 Uhr ein Tankmotorschiff bei Elsfleth mit der dort befindlichen Hilfsbrücke, wobei sowohl die Brücke selbst als auch das Schiff beschädigt wurden, sodass der Bahnverkehr auf dem betroffenen Streckenabschnitt eingestellt werden musste. Bei der Kollision wurden außerdem zwei Besatzungsmitglieder des Schiffs leicht verletzt. Die Brücke wurde provisorisch repariert, soll jedoch neu gebaut werden. Die provisorische Konstruktion lässt sich nicht mehr für den Schiffsverkehr öffnen. Ein Neubau war ohnehin geplant und sollte 2030 fertiggestellt werden, soll nun jedoch früher realisiert werden, die Inbetriebnahme soll 2027/28 erfolgen. Die Durchfahrthöhe wird um 1,93 Meter erhöht, die Durchfahrtsbreite auf mindestens 42 Meter erweitert.

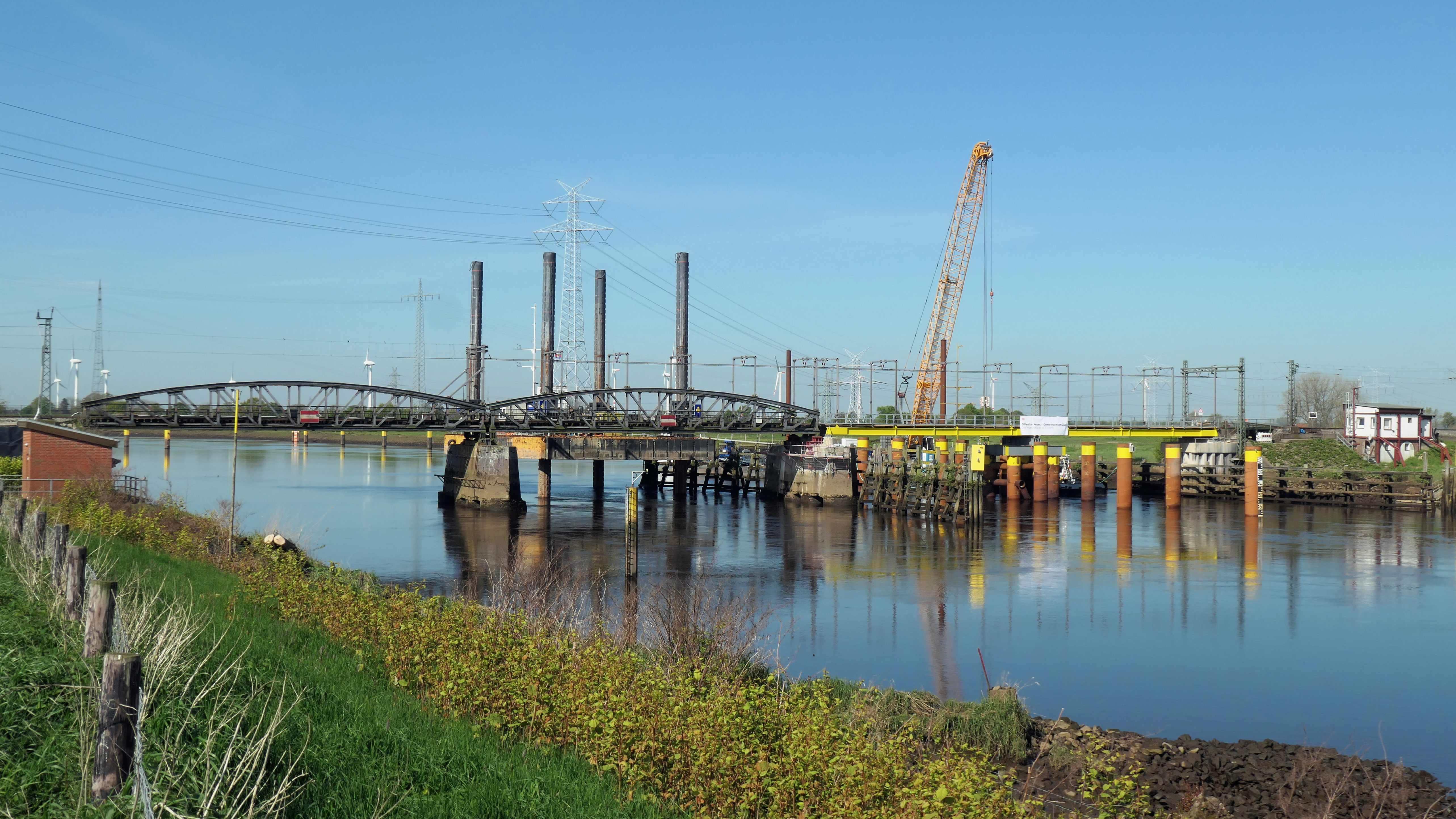
Seit dem 29. April 2024 ist eine Hilfsbrücke in Betrieb

## Verlauf

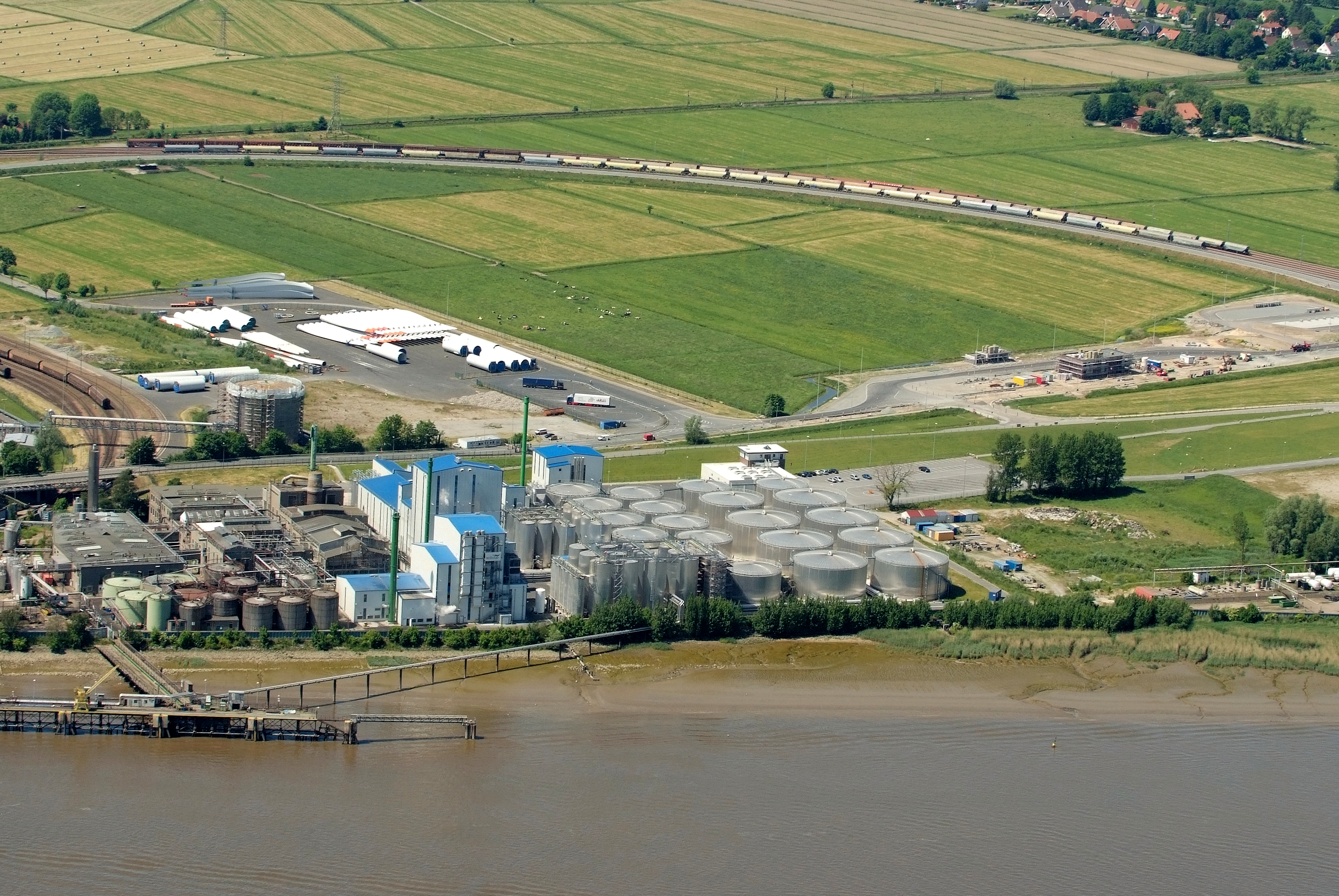
Gleisanlagen des Braker Hafens, im Hintergrund die Bahnstrecke Hude–Blexen bei Boitwarden

Die größtenteils eingleisige Strecke zweigt in Hude von der Bahnstrecke Bremen–Oldenburg ab. Sie verläuft daraufhin auf gesamter Länge durch die flache Wesermarsch. Auf der Strecke gab es in der Vergangenheit Probleme mit den Untergrundverhältnissen aufgrund von Moorlinsen.
Nach 4,3 km wird der Bahnhof Neuenkoop erreicht, der bis zum Fahrplanwechsel im Dezember 2010 fahrplanmäßig zur Kreuzung der verkehrenden Regional-Express-Züge genutzt wurde. Seit dem Fahrplanwechsel wird das Kreuzungsgleis in Neuenkoop oft auch für Zugkreuzungen mit dem Güterverkehr genutzt. Der nächste Bahnhof ist Berne und wird nach 8,6 km erreicht. In Berne stehen dem Zugverkehr drei Gleise zur Verfügung. Das Gleis 1 ist als einziges Gleis mit einem Bahnsteig ausgestattet. Planmäßig haltende Personenzüge können in Berne somit nicht kreuzen. Der früher an Gleis 2 vorhandene Bahnsteig wurde im Rahmen eines Umbaus zur Barrierefreiheit abgerissen. Dieser war nur höhengleich mit einem Überweg über das Gleis 1 erreichbar.
Vor Elsfleth befindet sich die Überquerung über die Hunte mittels einer 2024 errichteten Hilfsbrücke. Im Bahnhof Elsfleth besteht ebenso eine Kreuzungsmöglichkeit. Da das Kreuzungsgleis aber oftmals für die teilweise langen Güterzüge nicht ausreicht, finden in Elsfleth vergleichsweise wenige Zugkreuzungen statt. Nach 19,8 km wird der Betriebsbahnhof Hammelwarden mit dem mittig im Bahnhof liegenden Bahnübergang erreicht, gefolgt vom Haltepunkt Kirchhammelwarden.
Nach 25,5 km wird dann der Bahnhof Brake erreicht, der zwei Bahnsteige mit drei Bahnsteigkanten hat. Davon ist nur noch der Hausbahnsteig an Gleis 1 nutzbar. Der Mittelbahnsteig an Gleis 2 und 3 befindet sich in einem desolaten Zustand und die Zugänge durch die Unterführung sind abgesperrt. Das alte Bahnhofsgebäude steht momentan leer. Es wird aber an einer neuen Nutzungsmöglichkeit gearbeitet. In Brake befinden sich zahlreiche Gleise, die für den Güterverkehr genutzt werden. Neben einem Ablaufberg wurden zum Anschluss des Niedersachsenkais auch neue Gleisanlagen gebaut.
Im weiteren Verlauf ist die Strecke zwischen der Überleitstelle Golzwarden und dem Bahnhof Rodenkirchen zweigleisig. Dieser zweigleisige Abschnitt wird planmäßig für die Begegnung der Personenzüge genutzt. Im Verspätungsfall muss in Golzwarden länger gewartet werden, da eine Kreuzung in Richtung Bremen erst wieder im Bahnhof Hammelwarden möglich ist.
In Rodenkirchen, wo von 1913 bis 1958 die Bahnstrecke Varel–Rodenkirchen abzweigte, wurde vor einigen Jahren Gleis 3 entfernt, so dass heute nur zwei Durchfahrtsgleise zur Verfügung stehen. Nach 38,8 km wird dann noch vor Nordenham der Bahnhof Kleinensiel erreicht, wo ebenfalls ein Kreuzungsgleis vorhanden ist, auf dem wegen eines Bahnübergangs und dem nur an Gleis 1 vorhandenen Bahnsteig nur kürzere Güterzüge kreuzen können. Ebenso gibt es dort ein Anschlussgleis zum Kernkraftwerk Unterweser.
Nach 43,6 km wird der Bahnhof Nordenham erreicht. In Nordenham stehen zahlreiche Gütergleise zur Verfügung, ebenso wie ein Anschluss an den Hafen der Midgard. Im weiteren Verlauf bis Blexen ist die Strecke nur noch bis Nordenham-Friedrich-August-Hütte benutzbar. Dieser Streckenabschnitt ist eingleisig, nicht elektrifiziert und wird täglich durch ein Güterzugpaar bedient. Die weitere Strecke bis Blexen ist stillgelegt und wird nicht mehr genutzt.

## Bedienungsangebot
Vor der Elektrifizierung 1980 kamen im Personenverkehr Triebwagen der Baureihe 624 zum Einsatz, anschließend bis 2004 Elektrolokomotiven der Baureihe 141 mit n-Wagen. Mit dem Fahrplanwechsel im Dezember 2004 kamen auf der Strecke Triebzüge der Baureihe 425 zum Einsatz, die als RE nach Bremen fuhren. Zwischen Hude und Bremen wurde nur in Delmenhorst gehalten. Die Züge fuhren im Zweistundentakt mit Verdichtungen zum Stundentakt in der Hauptverkehrszeit. In der Ausschreibung der Regio-S-Bahn Bremen/Niedersachsen erhielt die NordWestBahn den Zuschlag, sodass die bisher eingesetzten Triebzüge nach Hannover umbeheimatet wurden und dort als Regional-Express auf der Relation zwischen Hannover Hbf und Wolfsburg verkehren.

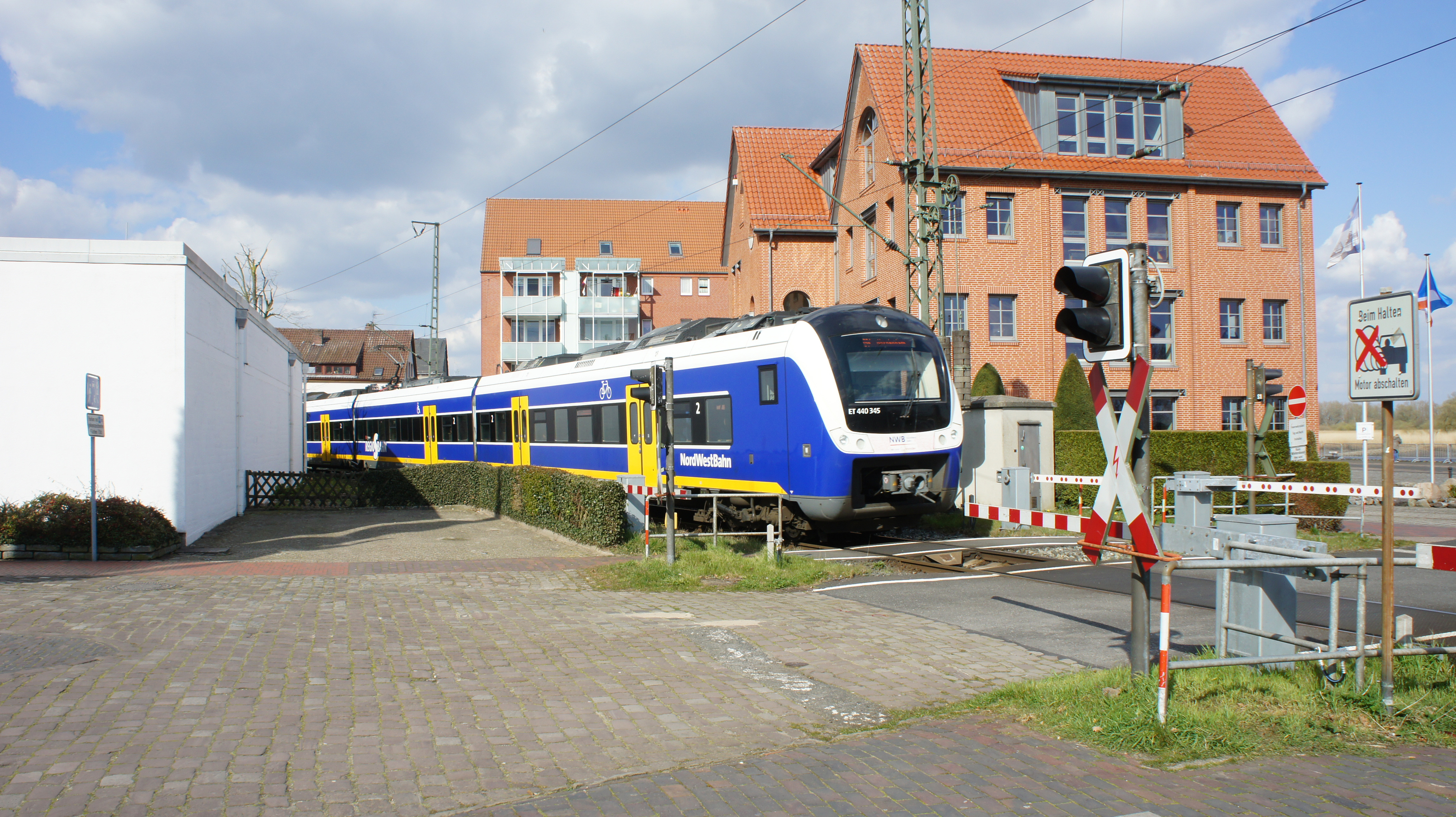
Regio-S-Bahn mit einem ET440 der NordWestBahn in Elsfleth (2020)

Zum Fahrplanwechsel im Dezember 2010 nahm die NordwestBahn den Betrieb der Regio-S-Bahn Bremen/Niedersachsen auf. Seitdem verkehrt die Linie unter der Linienbezeichnung RS 4 und das Angebot wurde an allen Wochentagen zum Stundentakt verdichtet. Bis zum Fahrplanwechsel im Dezember 2022 sind Triebzüge vom Typ Coradia Continental von Alstom zum Einsatz gekommen. Innerhalb der Woche wurden fünfteilige Züge eingesetzt und an Wochenenden und Feiertagen dreiteilige Züge. Seit Ende 2022 wird die Strecke planmäßig mit Stadler Flirt 3XL Triebzügen der Nordwestbahn befahren. Einzelne Zugleistungen können aber weiterhin mit Coradias bedient werden. In Hude besteht ein kurzer Anschluss zur Linie RS 30 nach Oldenburg.
Es herrscht reger Güterverkehr verschiedener Eisenbahnverkehrsunternehmen nach Brake und Nordenham. Ein Stammgast für Brake ist der aus Großenkneten kommende Schwefelzug, zu dem noch einige andere hinzukommen. Aus Nordenham verkehren viele Kohlezüge Richtung Binnenland.